# Былдин, Иван Фёдорович
Иван Фёдорович Былдин — советский работник строительной отрасли, электросварщик, Герой Социалистического Труда.

## Биография
Родился 15 июня 1931 года. Умер 7 августа 2000 года. Похоронен на Славянском кладбище в Краснодаре.

## Награды
- Указом Президиума Верховного Совета СССР от 1 июля 1966 года электросварщику строительно-монтажного управления № 3 треста «Южгазпроводстрой» Ивану Федоровичу Былдину было присвоено звание Героя Социалистического Труда с вручением ордена Ленина и золотой медали «Серп и Молот».[1]
- Также награждён медалями.

## Источник
- Герои Труда Дона: к 70-летию учреждения звания «Герой Социалистического Труда». Биобиблиографический справочник / Донская государственная публичная библиотека. Ростов н/Д, 2008.